# Rhegmatophila richelloi
Rhegmatophila richelloi is een vlinder uit de familie tandvlinders (Notodontidae). De wetenschappelijke naam is voor het eerst geldig gepubliceerd in 1939 door Hartig.
De soort komt voor in Europa.